# Konflikt w Sinciangu

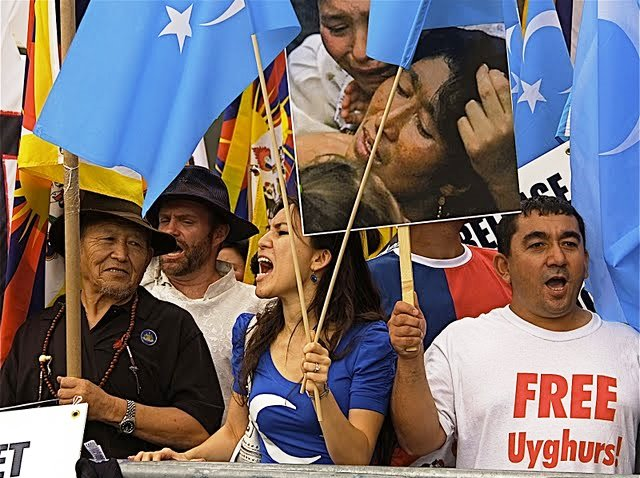
Protestujący Ujgurowie z flagą Wschodniego Turkiestanu przed budynkiem ONZ w Nowym Jorku w 2014 roku

Lokalizacja Sinciangu na mapie Chin

Konflikt w Sinciangu – konflikt w północno-zachodnim, autonomicznym regionie Sinciang w Chinach, skupionym wokół relacji pomiędzy władzami chińskimi a Ujgurami, mniejszością pochodzenia tureckiego, która stanowi największą grupę etniczną w tym regionie.
Chociaż konflikt sięga 1931 roku, czynniki takie jak masowa, sponsorowana przez państwo migracja Chińczyków Han od lat 50. do 70. XX wieku, polityka rządu promująca chińską jedność kulturową, karanie przejawów tożsamości ujgurskiej oraz ostre reakcje na separatyzm przyczyniły się do napięć między Ujgurami a policją regionu i Chińczykami. Przybierały one formę zarówno częstych ataków terrorystycznych, jak i szerszych niepokojów społecznych, takich jak zamieszki w Baren Township, bombardowania autobusów Urumczi (Ürümqi) w 1997 roku, protesty w Ghulija, incydent w Shaoguan w czerwcu 2009 roku, zamieszki w Urumczi w lipcu 2009 roku, atak na Hotan w 2011 roku, atak na Urumczi w kwietniu 2014 roku, atak na Urumczi w maju 2014 roku, atak w Kunming w 2014 roku i atak w kopalni Aksu w 2015 roku. Mniej skrajne organizacje ujgurskie, takie jak Światowy Kongres Ujgurów, potępiają totalitaryzm, nietolerancję religijną i terroryzm jako instrumenty polityki.
W późniejszych latach media zachodnie donosiły o masowej inwigilacji i uwięzieniu bez procesu ponad miliona Ujgurów i innych mniejszości muzułmańskich w „obozach reedukacyjnych”, porównywanych do radzieckich gułagów. Liczne raporty mówią, że wiele z tych mniejszości było wykorzystywanych do pracy przymusowej w ramach programu „reedukacji przez pracę”, rzekomo zniesionego w 2013 r. Ujgurskie kobiety są nieraz zmuszane do poślubiania Chińczyków lub sterylizowane. Zachodni obserwatorzy nazwali kampanię sinizacji przykładem ludobójstwa demograficznego i kulturowego.
Zarzuty te zostały odrzucone przez rząd chiński i były przedmiotem sporu na 41. Radzie Praw Człowieka ONZ (UNHRC). 22 kraje, w większości zachodnie, potępiły traktowanie Ujgurów w rejonie Sinciang przez Chiny w lipcu 2019 roku. W dniu 12 lipca zróżnicowana grupa 37 krajów wystosowała do UNHRC list, w którym broniła chińskiego traktowania Ujgurów i innych mniejszości w rejonie Sinciang. Grupa obejmowała kraje takie jak Rosja, Nigeria, Filipiny i wiele krajów muzułmańskich, jak Arabia Saudyjska, Egipt, Zjednoczone Emiraty Arabskie i Pakistan. Później do tego oświadczenia dołączyło 13 kolejnych krajów. Według obserwatorów zachodnich kraje popierające Chiny próbują osłabić międzynarodowe poparcie dla praw człowieka lub zostały przez Chiny przekupione obietnicami pomocy czy inwestycji. W maju 2020 roku Kongres Stanów Zjednoczonych jednomyślnie przegłosował ustawę piętnującą chińskie łamanie praw człowieka w Sinciangu.